# Charanta Marítima
La Charanta Marítima (català) o Charente-Maritime (francès) (17) és un departament francès a la regió Nova Aquitània.